# حمام سریزد
حمام سریزد مربوط به دوره قاجار است و در شهرستان مهریز، بخش مرکزی، دهستان خورمیز، روستای سریزد، محله میان واقع شده و این اثر در تاریخ ۱۸ شهریور ۱۳۸۷ با شمارهٔ ثبت ۲۳۱۵۲ به‌عنوان یکی از آثار ملی ایران به ثبت رسیده است.